# Alan Heim
Pour les articles homonymes, voir Heim.
Alan Heim, né le 31 mai 1936, est un monteur et producteur américain.

## Filmographie

### comme monteur
- 1968 : La Mouette (The Sea Gull) de Sidney Lumet
- 1970 : Last of the Mobile Hot Shots de Sidney Lumet
- 1970 : The Twelve Chairs
- 1971 : Doc Holliday (Doc) de Frank_Perry
- 1972 : Liza with a Z (TV)
- 1973 : Godspell de David Greene
- 1974 : Lenny
- 1975 : The Silence (TV)
- 1976 : Network : Main basse sur la télévision (Network)
- 1978 : Holocauste (Holocaust) (feuilleton TV)
- 1979 : Hair
- 1979 : Que le spectacle commence (All That Jazz)
- 1981 : Fanatique (The Fan)
- 1981 : Les Fesses à l'air (So Fine)
- 1983 : Star 80
- 1985 : Goodbye, New York
- 1985 : Beer
- 1986 : Nobody's Child (TV)
- 1988 : La Vie en plus (She's Having a Baby)
- 1988 : Funny Farm
- 1989 : Valmont
- 1990 : Monnaie courante (Quick Change)
- 1991 : Billy Bathgate
- 1993 : Denis la malice (Dennis the Menace)
- 1995 : Copycat
- 1997 : Petit Poucet l'espiègle (Leave It to Beaver)
- 1998 : American History X
- 1999 : Dorothy Dandridge (Introducing Dorothy Dandridge) (TV)
- 2000 : L'Élue (Bless the Child)
- 2002 : Pluto Nash (The Adventures of Pluto Nash)
- 2003 : Carolina
- 2004 : N'oublie jamais (The Notebook)
- 2006 : Alpha Dog
- 2007 : Mimzy, le messager du futur (The Last Mimzy) de Robert Shaye
- 2015 : I Saw the Light de Marc Abraham

### comme producteur
- 2004 : The Cutting Edge: The Magic of Movie Editing

## Distinctions
- Oscar du meilleur montage en 1979 pour Que le spectacle commence.